# Наријакира Арисака
Нариакира Арисака (јап. 有坂成章; Ивакуни, 5. април 1852 — Токио, 12. јануар 1915) је био јапански генерал. Конструисао је пушку калибра 6.5 mm М.1897 и брзометне пољске и брдске топове М.1898 који су добили име по њему. Био је предсједник Артиљеријског комитета и руководио је преоружавањем јапанске артиљерије.